# Organització Comunista Voltaica
L'Organització Comunista Voltaica (francès: Organisation communiste voltaïque, OCV) va ser un partit comunista al país ara conegut com a Burkina Faso. Va ser fundat el 1971. El 1978 l'OCV es va partir en dos, el pro-Xinès Unió de Lluites Comunistes (ULC) i el pro-Albanès Partit Comunista Revolucionari Voltaic (PCRV).